# Amager Atletik Club
Amager Atletik Club er en dansk atletikklub stiftet i 1993, som en sammenlægning af tre atletikklubber på Amager; Amager IF, Kastrup Tårnby Atletik og SAS atletik og motion.
Klubben er hjemmehørende på Tårnby Stadion i Tårnby Kommune og har cirka 280 medlemmer. Dameholdet i Danmarksturneringen befinder sig i den bedste række, Elitedivisionen, medens herrerne ligger 1. division øst.
Klubben arrangerer hvert år en række motionsløb:
- Christianshavnermilen på volden en gang om måneden fra april til oktober
- Nykreditløbet ved Tårnby Station i maj
- Ørestadsløbet ved Fields ud for Ørestad Metrostation i juni
- Børnemilen i maj
- Kaisersportløbet i august
- Tårnbyløbet i oktober